# Ramundeboda socken
Ramundeboda socken i Närke ingick i Grimstens härad, ingår sedan 1971 i Laxå kommun i Örebro län och motsvarar från 2016 Ramundeboda distrikt.
Socknens areal är 139,53 kvadratkilometer, varav 125,97 land. År 2000 fanns här 4 230 invånare. Tätorterna Laxå och Röfors samt  Ramundeboda kloster med sockenkyrkan Ramundeboda kyrka ligger i socknen.

## Administrativ historik
Början till Ramundeboda socken var när Ramundeboda konvent bildades och byggde Ramundeboda kloster. 
Ramundeboda socken bildades 20 augusti 1587 genom en utbrytning ur Viby socken (och ur Hova socken) under namnet Tivedsbodarne socken som omkring 1600 namnändrades till Bodarne socken som 21 oktober 1910 namnändrades till nuvarande namn. Omkring 1630 utbröts Finnerödja socken (i Västergötland).
Vid kommunreformen 1862 övergick socknens ansvar för de kyrkliga frågorna till Ramundeboda församling och för de borgerliga frågorna till Ramundeboda landskommun. Landskommunen ombildades 1946 till Laxå köping som 1971 ombildades till Laxå kommun.
1 januari 2016 inrättades distriktet Ramundeboda, med samma omfattning som församlingen hade 1999/2000.
Socknen har tillhört fögderier, tingslag och domsagor enligt vad som beskrivs i artikeln Grimstens härad.

## Geografi
Ramundeboda socken omfattar den sjö- och skogrika gränstrakten mellan Närkeslätten och Tiveden med sjön Toften och Laxån.

## Fornlämningar
Några fasta fornlämningar är ej kända. Resterna efter en medeltida skans ligger vid Skansbacken två kilometer norr om Ramundeboda kloster.

## Namnet
Namnet (1300-talet Romondä bodä) kommer från klostret. Namnet innehåller mansnamnet Ramund och plural av bod.

## Befolkningsutveckling
| Befolkningsutvecklingen i Ramundeboda socken 1750–1990                                                  | Befolkningsutvecklingen i Ramundeboda socken 1750–1990 | Befolkningsutvecklingen i Ramundeboda socken 1750–1990 | Befolkningsutvecklingen i Ramundeboda socken 1750–1990 | Befolkningsutvecklingen i Ramundeboda socken 1750–1990 |
| --- | ------------------------------------------------------ | ------------------------------------------------------ | ------------------------------------------------------ | ------------------------------------------------------ |
| |                                                        |                                                        |                                                        |                                                        |
| År |                                                        |                                                        | Folkmängd                                              |                                                        |
| 1750 | 1750                                                   |                                                        | 618                                                    |                                                        |
| 1760 | 1760                                                   |                                                        | 652                                                    |                                                        |
| 1769 | 1769                                                   |                                                        | 708                                                    |                                                        |
| 1780 | 1780                                                   |                                                        | 715                                                    |                                                        |
| 1790 | 1790                                                   |                                                        | 817                                                    |                                                        |
| 1800 | 1800                                                   |                                                        | 759                                                    |                                                        |
| 1810 | 1810                                                   |                                                        | 759                                                    |                                                        |
| 1820 | 1820                                                   |                                                        | 876                                                    |                                                        |
| 1830 | 1830                                                   |                                                        | 908                                                    |                                                        |
| 1840 | 1840                                                   |                                                        | 1 016                                                  |                                                        |
| 1850 | 1850                                                   |                                                        | 1 063                                                  |                                                        |
| 1860 | 1860                                                   |                                                        | 1 106                                                  |                                                        |
| 1870 | 1870                                                   |                                                        | 1 497                                                  |                                                        |
| 1880 | 1880                                                   |                                                        | 1 720                                                  |                                                        |
| 1890 | 1890                                                   |                                                        | 1 843                                                  |                                                        |
| 1900 | 1900                                                   |                                                        | 2 225                                                  |                                                        |
| 1910 | 1910                                                   |                                                        | 2 334                                                  |                                                        |
| 1920 | 1920                                                   |                                                        | 2 265                                                  |                                                        |
| 1930 | 1930                                                   |                                                        | 2 578                                                  |                                                        |
| 1940 | 1940                                                   |                                                        | 2 324                                                  |                                                        |
| 1950 | 1950                                                   |                                                        | 3 567                                                  |                                                        |
| 1960 | 1960                                                   |                                                        | 5 037                                                  |                                                        |
| 1970 | 1970                                                   |                                                        | 6 781                                                  |                                                        |
| 1980 | 1980                                                   |                                                        | 5 916                                                  |                                                        |
| 1990 | 1990                                                   |                                                        | 4 982                                                  |                                                        |
| Anm: Källor: Umeå universitet - Tabellverket 1749-1859, Demografiska databasen, CEDAR, Umeå universitet |                                                        |                                                        |                                                        |                                                        |